# مرکز بین‌المللی روزنامه‌نگاران
مرکز بین‌المللی روزنامه‌نگاران (انگلیسی: International Center for Journalists) یک سازمان غیرانتفاعی و حرفه‌ای واقع در واشینگتن، دی.سی.، ایالات متحدهٔ آمریکا است. این مرکز از سال ۱۹۸۴ به‌طور مستقیم با بیش از ۷۰٬۰۰۰ روزنامه‌نگار از ۱۸۰ کشور کار کرده‌است. آی‌سی‌اف‌جی به خبرنگاران و مدیران رسانه‌ها در سراسر جهان آموزش عملی، کارگاه، سمینار، کمک هزینه تحصیلی و مبادلات بین‌المللی ارائه می‌کند.
مرکز بین‌المللی روزنامه‌نگاران شهروند خبرنگاران و روزنامه‌نگاران حرفه‌ای را در کشورهای بسیاری مانند چین، مکزیک، پاکستان تا غنا و در دنیای عرب در مصر، تونس و در اردن در مؤسسه رسانه‌ای اردن آموزش می‌دهد.